# Baradères
Baradères (Baradè en créole haïtien) est une commune d'Haïti située dans le département de Nippes. La commune est le chef-lieu de l'arrondissement de Barradères.

## Géographie
La ville est située au Sud de la presqu'île des Baradères. Elle est traversée par la rivière des Baradères qui se jette à l'aval de la cité dans la baie des Baradères formée par la presqu'île des Baradères.
Les localités les plus populaires à Baradères sont principalement Fond Tortue qui est situé à l'ouest de L'Étang un autre village à Baradères, Pays Perdu, Boisneau, Fond-Gondol, Sejour, Gaspard, Nan Renaud, Rivière Salee, Digoterie, Guardier, Bourjolly, Fond- Palmiste, Goulot, Palestine, Gouttière, vincendron, boineau, Tête d'eau pour ne citer que ceux-là.

## Démographie
La commune est peuplée de 41 245 habitants(recensement par estimation de Mars 2015).

## Administration
La commune est composée de:
- La Ville des Baradères

Et des 5 sections communales:
- 1re Section: Gérin ou Mouton
- 2e Section: Tête-d'Eau
- 3e Section: Fond-Tortue (dont le quartier « Fond-Tortue »)
- 4e Section: La Plaine
- 5e Section: Rivière-Salée

## Économie
L'économie locale repose sur la culture du café, du citron vert, de la canne à sucre, des bananiers , du coton et du cacao.
L'économie de la région est basée sur l'agriculture de subsistance, bien qu'une petite association d'agriculteurs de subsistance, Kafe Devlopman Baradè, ait commencé à exporter du café vers les États-Unis en 2008. La ville est vulnérable aux inondations et est accessible par un chemin de terre rocailleux:
La route est périodiquement améliorée, mais ne reste praticable que par des camions ou des véhicules à quatre roues motrices à enjambement élevé. Baradères est également accessible par bateau depuis la Petite Trou de Nippes, mais la sédimentation a rendu la baie de Baradères très peu profonde par endroits et difficile à naviguer, même en canoë. L'embouchure de la rivière est de plus en plus bloquée par les sédiments.
Ces sédiments sont le résultat d'une forte érosion des sols en amont. Les principales causes de l'érosion sont probablement l'affouillement des berges pendant les fortes pluies, ainsi que la déforestation et la culture des coteaux dans la vallée de la rivière Baradères.